# 阿富汗沙拉

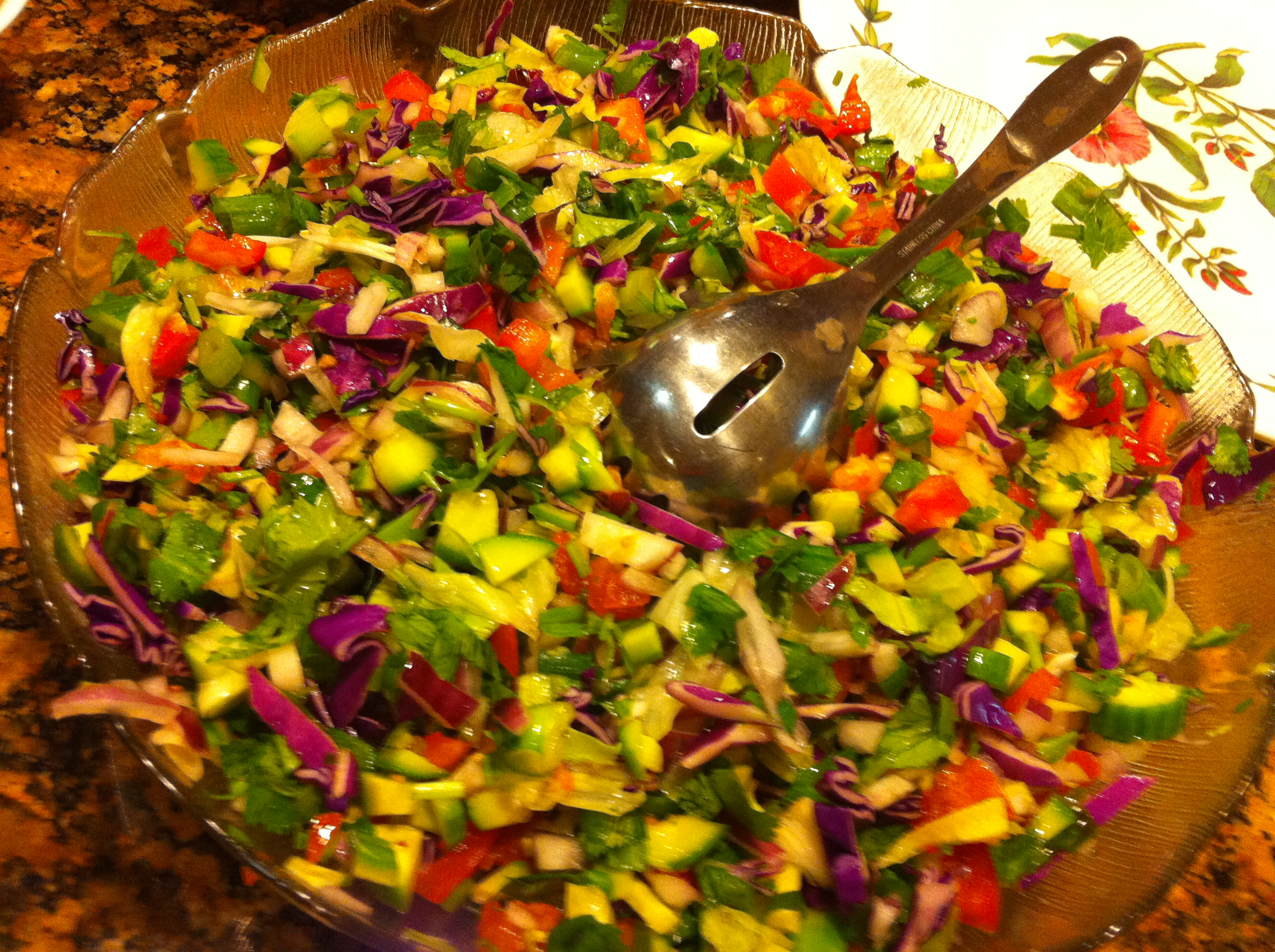
包含番茄、黃瓜、洋蔥與其他配料的阿富汗沙拉

阿富汗沙拉（Afghan salad）是一種來自阿富汗的沙拉，通常由切片的番茄、黃瓜、洋蔥、胡蘿蔔、芫荽、薄荷、檸檬汁等原料組成，有時會加上鹽和胡椒調味。除此之外，菜椒、香芹、蘿蔔、香草有時候也會成為料理的一部分。